# گیرووژ (شهرستان کنتژن)
گیرووژ (به لاتین: Gierłoż) یک روستا در لهستان است که در گمینا کنتژن واقع شده‌است. گیرووژ ۲۴ نفر جمعیت دارد.